# Предложение о присоединении Приднестровья к России
Правительство Приднестровья — самопровозглашённого государства, международно признанного как часть Молдовы, — неоднократно обращалось к России с просьбой о присоединении. В ходе боевых действий, при поддержке России, Приднестровью удалось сохранить фактическую самостоятельность. Тем не менее, в юридическом и международном плане регион по-прежнему считается частью Молдовы.
После аннексии Крыма Россией в 2014 году в Приднестровье усилились надежды на возможное повторение подобного сценария. В регионе проживает значительное количество этнических русских, а подавляющее большинство населения говорит на русском языке. Россия оказывает властям Приднестровья финансовую поддержку; система образования и законодательство также тесно связаны с российскими. В 2006 году первый президент Приднестровья Игорь Смирнов организовал референдум, на который был вынесен вопрос о возможной реинтеграции с Молдовой либо об объявлении независимости с последующим присоединением к Российской Федерации. Первое предложение было отклонено, второе — одобрено, хотя достоверность итогов голосования была поставлена под сомнение. Последующие исследования подтверждали популярность идеи присоединения к России, по крайней мере, у части населения Приднестровья.
В день аннексии Крыма председатель Верховного Совета Приднестровья Михаил Бурла направил письмо российским властям с просьбой предусмотреть в законодательстве положения о присоединении Приднестровья. Эта инициатива вызвала негативную реакцию со стороны международного сообщества. Вопрос о присоединении к России поднимался и в дальнейшем различными приднестровскими политиками, среди которых бывшая министр иностранных дел Нина Шевчук, экс-президент Евгений Шевчук (в 2016 году подписавший не реализованный указ о вступлении в Россию), а также действующий глава непризнанной республики Вадим Красносельский. Некоторые российские политические деятели — такие как Захар Прилепин, Владимир Жириновский и представители партии «За правду» — высказывались в поддержку подобной идеи.
В то же время ряд аналитиков считает маловероятным, что Россия пойдёт на аннексию Приднестровья. Официально Москва выступает за предоставление региону особого статуса в составе Молдовы, что позволяет ей сохранять влияние на последнюю. Присоединение Приднестровья противоречит этой цели и может, напротив, ускорить нежелательное для России объединение Молдовы с Румынией. Кроме того, регион географически изолирован, не имеет общей границы с Россией и выхода к морю, а создание националистического дискурса для достижения аннексии, как это было сделано ранее с Крымом, может оказаться затруднительным.

## Предпосылки
В ходе распада СССР Молдавская ССР провозгласила суверенитет и впоследствии стала современным государством Молдова. В восточной части республики возникли опасения, что Молдова объединится с Румынией, в результате чего регион Приднестровье объявил о независимости от Молдовы. Это привело к вооружённому конфликту, в ходе которого регион получил поддержку со стороны России, направившей свою 14-я гвардейскую общевойсковую армию. В результате Приднестровью удалось сохранить фактическую обособленность от Молдовы, однако на международном уровне регион продолжает признаваться частью Молдовы.
После окончания конфликта предпринимались попытки мирного урегулирования приднестровского вопроса, наиболее известной из которых стал так называемый меморандум Козака, однако ни одна из инициатив не увенчалась успехом. 17 сентября 2006 года в Приднестровье был проведён референдум, организованный властями самопровозглашённой республики. Населению были предложены два вопроса: поддерживают ли они реинтеграцию с Молдовой и поддерживают ли они курс на независимость с последующим возможным присоединением к России. Первый вариант отвергли 96,61 % проголосовавших, а второй поддержали 98,07 %; явка составила 78,55 %. В то же время молдавское отделение Хельсинкского комитета по правам человека заявило о выявленных нарушениях и фальсификациях в ходе голосования, предположив, что итоги могли быть сфальсифицированы заранее. На тот момент пост президента Приднестровья занимал первый глава республики Игорь Смирнов, неоднократно заявлявший за время своего двадцатилетнего правления о возможности вхождения Приднестровья в состав Российской Федерации.
 
Согласно переписи населения 2015 года наибольшую долю в этническом составе Приднестровья составляют русские — 34 %. Далее следуют молдаване/румыны — 33 % и украинцы — 26,7 %. Остальные жители, указавшие свою национальность, представляют меньшинства: болгары (2,8 %), гагаузы (1,2%), белорусы (0,6%), немцы (0,3%), поляки (0,2%) и другие. Вместе с тем существуют утверждения, согласно которым доля молдаван/румын на самом деле составляет около 40 %.

## Предложения

### История
После официальной аннексии Крыма Российской Федерацией 18 марта 2014 года появились предположения о том, что следующим шагом может стать присоединение Приднестровья. В тот же день председатель Верховного совета Приднестровья Михаил Бурла направил от имени парламента председателю Государственной думы России Сергею Нарышкину письмо с призывом внести изменения в российское законодательство, которые позволили бы в будущем упростить процесс возможного вступления Приднестровья в состав России. Согласно журналистке Митре Назар, в марте 2014 года многие жители Приднестровья выражали надежду на аннексию со стороны России и воспринимали события в Крыму как «знак надежды». Одна из опрошенных ею пенсионерок говорила, что надеется на более высокие пенсии и лучшее будущее для молодого поколения после возможного вхождения в состав России.
Президент Молдовы Николай Тимофти в ответ на обращение Бурлы предостерёг от аннексии Приднестровья, заявив, что такой шаг для России будет «ошибкой» и «ещё больше подорвет её международный статус». Бывший премьер-министр Люксембурга и будущий председатель Европейской комиссии Жан-Клод Юнкер призвал Европейский союз (ЕС) принять меры, чтобы предотвратить превращение Молдовы в «следующую жертву российской агрессии». Президент Румынии Траян Бэсеску в свою очередь выступил за ускорение процесса вступления Молдовы в ЕС, заявив, что от этого зависит её безопасность.
Позднее министр иностранных дел Приднестровья Нина Шевчук публично поддержала присоединение Крыма к России, заявив, что «мы считаем себя частью русского мира, мы не отделяем себя от российского и русского цивилизационного пространства», а также обратилась к президенту России Владимиру Путину с просьбой аннексировать Приднестровье. В апреле 2014 года приднестровские депутаты призвали Россию признать независимость региона.
7 сентября 2016 года президент Приднестровья Евгений Шевчук подписал указ № 348 «О реализации итогов республиканского референдума, состоявшегося 17 сентября 2006 года», целью которого было сближение правовой системы региона с российской и подготовка к возможному присоединению к Российской Федерации. Указ был приурочен к десятилетию референдума 2006 года. Однако этот шаг вызвал критику, а сам указ считается недействительным, поскольку с момента голосования прошло десять лет. Власти Приднестровья также неоднократно заявляли о стремлении присоединиться к возглавляемым Россией международным организациям, таким как Евразийское экономическое сообщество (ЕврАзЭС), его правопреемник — Евразийский экономический союз (ЕАЭС), а также Таможенный союз ЕАЭС (ТС ЕАЭС). 12 апреля 2017 года Верховный Совет Приднестровья утвердил новый официальный флаг республики, основанный на триколоре России, пояснив, что это решение направлено на укрепление независимости Приднестровья и его интеграции с Россией.
Преемник Шевчука на посту президента, Вадим Красносельский, в 2018 году подтвердил стремление страны к вступлению в состав России. В 2019 году он заявил, что «Россия — это наша судьба», и допустил возможность проведения нового референдума по вопросу о присоединении к России, при условии, что результаты будут признаны Российской Федерацией.

### Оценки
Российское влияние на Приднестровье является значительным. По данным на 2014 год, около нескольких тысяч жителей региона имели российское гражданство. Россия оказывает финансовую поддержку Приднестровью, включая выплаты пенсий и покрытие задолженности за природный газ. Некоторые российские политики также инвестируют в приднестровскую промышленность, а значительная часть предприятий региона принадлежит российским компаниям. В школах используются российские учебники по истории, а многие студенты из Приднестровья обучаются в российских городах, таких как Москва и Санкт-Петербург. С 2013 года предпринимаются усилия по гармонизации приднестровского законодательства с российским. Русский язык не является родным для большинства населения, но является основным языком общения, деловых отношений и межэтнического взаимодействия, которым пользуются более 90 % жителей. Согласно исследованию, проведённому в период с октября 2018 года по февраль 2019 года, 37,1 % опрошенных приднестровцев считали, что наибольший потенциал для ускоренного развития страны обеспечит его вхождение в состав России. Вариант создания независимого и признанного международным сообществом Приднестровья поддержали 22,6 %, а за воссоединение с Молдовой выступили только 5,2 % респондентов.
Предложение о присоединении Приднестровья к России получило определённую поддержку в самой России. В частности, политик Владимир Жириновский, лидер ЛДПР и бывший заместитель председателя Государственной думы, заявлял о необходимости признания и защиты Приднестровья Россией, а также называл регион «российской территорией». Аналогичные позиции высказывали и другие деятели, в том числе представители бывшей партии «За правду» и писатель Захар Прилепин, выступавший за присоединение к России не только Приднестровья, но и Абхазии, Южной Осетии, Донецкой и Луганской Народных Республик, а также Нагорно-Карабахской Республики.
Тем не менее, ряд аналитиков и исследователей полагают, что аннексия Приднестровья маловероятна. В отличие от Абхазии и Южной Осетии, признанных Россией в 2008 году, Приднестровье не признано ею в качестве независимого государства, и признаков намерения сделать это в обозримом будущем не наблюдается. По мнению экспертов, возможное признание или аннексия государства приведёт к потере российского влияния на политику Молдовы и усилит её прозападный курс. Вместо этого Россия, как считают некоторые аналитики, стремится к тому, чтобы Приднестровье получило «особый статус» в составе Молдовы, что позволило бы сохранять влияние на последнюю. Также высказывается мнение, что признание Приднестровья со стороны России может способствовать объединению Молдовы и Румынии, чего Россия стремится избежать. Кроме того, территориально Приднестровье значительно удалено от России и не имеет непосредственной границы с ней, являясь анклавом, окружённым государствами, враждебно настроенными к возможной аннексии. В отличие от Крыма, который в российском дискурсе представлялся как «утраченная» и «украденная» территория, создание сопоставимого по силе националистического движения в поддержку вхождения Приднестровья в состав РФ представляется более затруднительным.